# Павловичи (род)
Па́вловичи или Я́бланичи, Ќрстило (серб. Павловићи, Јабланићи, Крстило) — феодальный, властельский род в средневековой Боснии.
Происходили из центральной Боснии, известны с конца XIV века. Владели землями в центральной и восточной Боснии, на юге Герцеговины. Двор Павловичей располагался в городе Борач в восточной Боснии. Около 1462 года на землях Павловичей турки основали Сараево. Последние представители рода погибли при покорении Боснии турками вместе с последним королём страны Стефаном Томашевичем в 1463 году. Их земли перешли во владение завоевателей.

## История
О происхождении рода сохранились весьма скудные сведения. Предки Павловичей происходят от древнебоснийского племени Кристич, которое населяло район средневековой крепости Бобовац. Род носил фамилию Павловичи, Ябланичи, а также Крстило: под последним именем они известны в источниках средневековой властелы как князья Попова поля, Требиня и Конавли. Название «Крстичи» может происходить от фамилии боснийских феодалов Христичи (серб. Христићи). В источниках упоминаются ещё феодалы по фамилии Яблановичи (серб. Jаблановићи) из местечка Ябланица на реке Неретве.
Род Павловичей возвысилась при боснийском бане Твртко I: около 1380 года в составе окружения бана упоминаются воевода Раден Ябланович и его сын князь Павел Раденович, который стал родоначальником рода Павловичей. Владения Павла простирались между реками Босной и Дриной. Резиденцией князя служил замок Борач в восточной Боснии. Павел занимался торговлей в местечке Прача, где основал город Павловац. В районе Олово у него были свинцовые рудники. Другими его владениями были Устиколина, Добрун и место в районе современного Сараева. Павел приобрёл землю у рода Санковичей, часть Конавле и Попово полье с городом Требине. За сыновьями Павла — Петром и Радославом закрепилась фамилия Павловичей, по имени отца. Родоначальник Павловичей был убит, о чем сообщил посол Дубровника по имени Иван Гундулич 24 августа 1415 года.
Во время османского вторжений в Боснию, около 1420 года, Павловичи были вынуждены признать власть турок, чтобы спастись от разорения
. В 1420 году в войнах с туками погиб Пётр. Наследство перешло к его брату Радославу, который женился на дочери властелина Вука Хранича из рода Косачей. От этого брака у Радослава родились дети — Иваниш, Пётр и Никола. Радослав стал вассалом турецкого султана, в 1426 году продал Дубровницкой республике Конавле за 13 тысяч дукатов и собственный дом в Дубровнике. А в 1430—1432 годах он вместе с сыном Иванишей вели войну с Дубровником (серб. Конавоски рат) за возвращение Конавля.
Павловичи занимали самое высокое положение в боснийском обществе. Их основным торговым партнёром был Дубровник, с которым граничили их владения. Через Дубровник вывозилась добываемая в Боснии руда. Будучи полноправными хозяевами своих владений, они вместе с остальной властелой поддерживали единство Боснийского государства. Родовая печать, являвшаяся одновременно гербом, изображала их главное имение — замок Борач с тремя башнями. Этот герб сохранялся на протяжении трёх поколений рода. Павловичи поддерживали отношения с еретической Боснийской церковью. В письме от 17 февраля 1448 года папа Николай V осуждал Иваниша Павловича за вероотступничество в связи с возвращением к богомильской ереси.

### Гибель последних Павловичей
В 1463 году Иваниша был убит турками вместе с другими представителями боснийской властелы и последним королём страны Степаном Томашевичем. Его братья — Никола и Пётр погибли в том же году. Родовые имения Павловичей перешли во владение Мехмеда Челебия — сына Иса-бей Исаковича, которого принято считать основателем Сараева. 7 октября 1466 года Мехмед упоминается как хозяин земель Павловичей.
- Старый город[серб.], Пале
- Городище под Пале[серб.]
- Старый город[серб.], Пале

## Генеалогические изыскания
В конце XVIII века аристократ из далматинского города Сплита Марин Павлович-Фонтана провёл генеалогические изыскания Павловичей, основываясь на сведениях из исторического сочинения Мавро Орбини Anali di Giacamo di Pietro Luccari Nobilo Ragusino и церковных документов времён папы Пия II. Из указанных документов было установлено, в 1463 году в Дубровнике и Макарске проживал человек по имени Обрад Павлович.
После него жили Илия Павлович (1492, Макарска — 1578), Иван Павлович (1520—1585) и другие люди в последующие века, носившие фамилию Павловичей.